# 생식계

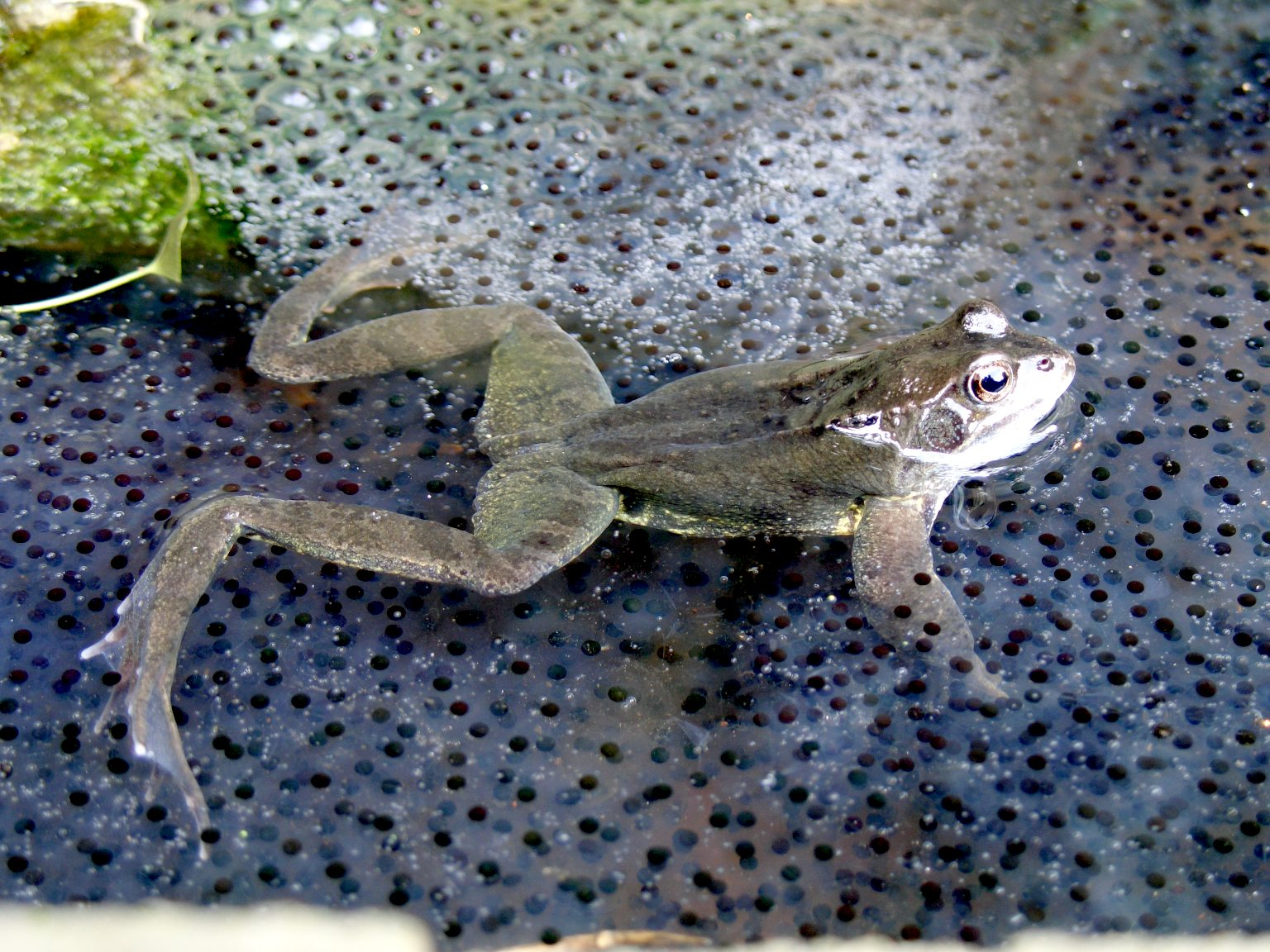
혼인색을 띤 수컷 산개구리가 알 덩어리 위에서 다른 암컷들을 기다리고 있다.

생식 계통(영어: reproductive system) 또는 생식계(生殖系)는 생식을 목적으로 하는 생물의 기관이다. 생식에는 생식기 외에도 체액, 호르몬, 페로몬과 같이 물질들이 관여한다. 생식계는 대다수의 다른 기관과 달리 성별에 따라 구조가 다르다. 인간의 생식계는 음경과 질 같은 생식기와 정자, 난자 같은 생식 세포를 만들어 내는 고환, 난소 등 내부 생식 기관인 생식소로 이루어져 있다. 생식기관은 각종 감염병과 성병에 의해 병에 걸릴 수 있다. 대부분의 척추동물은 정소, 생식기 등을 포함하는 생식기관을 갖고 있으며 진화에 따른 적응의 결과 매우 다양한 구조를 보인다.

## 인간의 생식
인간의 생식은 성교에 의한 체내 수정으로 이루어진다. 이 과정에서 남성의 발기된 음경을 여성의 질 안으로 삽입해 정자가 포함된 정액을 사정한다. 정액은 질과 자궁경부를 거쳐 자궁이나 나팔관에 도달하며 난자와 만나 수정이 이루어진다. 수정과 착상에 성공한 배아는 태아가 되어 자궁에서 자라며 이를 임신이라 한다. 인간의 임신 기간은 평균적으로 약 10개월 정도이다. 임신 기간이 지나면 분만을 거쳐 아기가 태어난다. 인간의 아이는 매우 연약하여 수 년간의 육아가 필요하다. 특히 갓 태어난 영아는 생후 일정 기간 동안 수유 받아야 한다.
인간의 생식 기관은 성별에 따라 뚜렷이 구분되며 2차 성징이 나타난 후에는 신체의 모든 부분에서 남녀를 분명히 구분할 수 있다.

### 남성의 생식 기관
남성의 생식 기관은 신체 하부에 몸 밖으로 돌출해 있다. 남성의 생식 기관은 크게 세 부분으로 구분할 수 있다. 첫 번째 부위는 음낭으로 남성의 정소로 생식세포인 정자를 만드는 고환과 정자를 보관하고 이동시키는 부고환이 음낭에 둘러싸여 있다. 두 번째 부위는 몸 안에 자리잡고 있는 정낭, 수정관, 전립선과 같은 기관들로 정액의 생성, 보관, 운반에 관계한다. 세 번째 부위는 성교와 사정에 관계된 기관들로 음경, 요도, 수정관, 쿠퍼 샘 등이 있다.
남성은 2차 성징이 일어나면 근육이 발달하고 목소리가 굵어지며, 얼굴에 수염이 나고 몸에는 털이 굵어진다. 또한 어깨가 벌어지고 목에는 후두융기가 생긴다. 중요한 남성 호르몬으로는 안드로겐과 테스토스테론이 있다.

### 여성의 생식 기관
여성의 대부분의 생식기관은 사타구니의 질구를 중심으로 몸 안으로 밀려 들어가 있으며, 외부로는 질 개부만이 드러나 있다. 여성의 생식 기관 역시 크게 세 부분으로 구분할 수 있는데 질, 자궁, 난소가 각 부위의 중심 기관이다. 유방은 생식에는 직접적인 연관이 없으나 출산 이후 수유 기관으로서 육아에 관여한다.
외음부는 질로 연결되며 음핵, 대음순, 소음순, 요도 등으로 이루어져 있다. 또한 바르톨린 선이 있어 성교시 윤활액(질액: 애액은 틀린 표현임)이 분비된다. 질은 자궁 경부를 통해 자궁과 연결되고 자궁과 난소는 나팔관으로 연결된다. 난소에서는 보통 28 일 주기로 난자가 배출된다. 배출된 난자는 나팔관을 통해 자궁 내막에 도달하며 수정을 이루지 않은 난자는 자궁내막과 함께 질로 배출되어 월경이 이루어진다.
여성은 2차 성징이 일어나면 피하 지방이 발달하고 골반이 넓어지며 유방이 발달한다. 중요한 여성 호르몬으로는 에스트로겐과 프로게스테론이 있다.

## 같이 보기
- 인체해부학
- 인간의 성
- 감수분열